# Carpathonesticus diaconui
Espèce
Synonymes
- Nesticus diaconui Dumitrescu, 1979

Carpathonesticus diaconui est une espèce d'araignées aranéomorphes de la famille des Nesticidae.

## Distribution
Cette espèce est endémique de Roumanie. Elle se rencontre à Baia de Fier dans la grotte Peștera Muierii dans les monts Serbea.

## Description
La carapace du mâle holotype mesure 2,300 mm de long sur 2,100 mm et la carapace de la femelle paratype mesure 2,250 mm de long sur 2,000 mm.

## Systématique et taxinomie
Cette espèce a été décrite sous le protonyme Nesticus diaconui par Dumitrescu en 1979. Elle est placée dans le genre Carpathonesticus par Ribera et Dimitrov en 2023.

## Étymologie
Cette espèce est nommée en l'honneur de Gabriel Diaconu.

## Publication originale
- Dumitrescu, 1979 : « La monographie des représentants du genre Nesticus des grottes de Roumanie, Ire note. » Travaux de l'Institut de Spéologie Émile Racovitza, vol. 18, p. 53-84.